# 自然公正
自然公正（英語：natural justice）是指任何权利要对当事人作出产生不利影响的决定时，必须听取他本人的意见。这是西方古老的司法原则，此原则可以用来防止歧视。
一般来说，如果一个人可能在作出决定时产生任何偏见，则这个人不应参与决策。